# 磷脂酶C

几种磷脂酶的切割位置：磷脂酶C切割位置为磷酸基团和甘油间的磷酯键

磷脂酶C（phospholipase C，PLC）是膜相关磷脂酶的一种，负责水解磷脂中磷酸基团和甘油间的磷酯键（如图），形成二酸甘油酯和带R3基团的磷脂。磷脂酶C在真核生物细胞的信号转导中扮演重要的腳色，可以将磷脂酰肌醇-4,5-二磷酸（PIP2）切割成甘油二酯（diglyceride，DAG）和肌醇-1,4,5-三磷酸（inositol trisphosphate，IP3），两种分子作为第二信使在细胞信号转导中发挥重要作用。哺乳动物的磷脂酶C共有13种，可依据结构分为六类：β, γ, δ, ε, ζ, η。每种PLC都有其独特的表达调控和亚细胞分布。每种PLC的激活因子不尽相同，但通常包括异三聚体G蛋白亚基、蛋白酪氨酸激酶、小G蛋白、Ca2+和磷脂等。
PLC并不仅存在于哺乳动物，也存在于细菌和线虫类中。

## 催化机理
PLC催化的主要反应发生在脂质-水界面的不溶性底物上。所有PLC同工型的活性位点中的氨基酸残基均是保守的。在动物中，PLC选择性地催化磷脂酰肌醇-4,5-二磷酸（PIP2）的甘油侧磷酸二酯键的水解。反应中会形成一个反应中间体——肌醇-1,2-环状磷酸二酯，并释放出甘油二酯（DAG）。随后，中间体被水解为肌醇-1,4,5-三磷酸（IP3）。因此，最终的两个产物是DAG和IP3。
PLC的酸/碱催化过程需要两个保守的组氨酸残基，并且PIP2的水解需要一个Ca²⁺离子。研究表明，活性位点的Ca²⁺与四个酸性残基配位，如果这些残基中的任何一个发生突变，则需要更高浓度的Ca²⁺才能进行催化反应。

## 信号通路
PLC是细胞信号传导过程中的关键参与者。当细胞遇到诸如激素或生长因子之类的信号时，PLC会分解PIP2的分子，从而产生新的信号分子。PIP2是一种存在于细胞膜中的分子。当细胞从外部接收到特定信号时，PLC酶会将PIP2分解成更小的分子——DAG和IP3，这些分子随后在细胞内传递信息。不同类型的PLC通过不同的方式被激活，这增强了细胞对周围环境做出响应的能力。